# Desacople de los salarios y la productividad

Salarios medios (línea continua, escala derecha) comparados con PIB por hora trabajada (línea punteada, escala izquierda) en el G7 de 1990 a 2020. Son especialmente destacables los casos de Italia y Japón, donde el salario medio apenas creció en 30 años.

El desacople de los salarios y la productividad, disociación entre los salarios y la productividad o brecha entre los salarios y la productividad (en inglés productivity-wage gap, productivity-pay gap o wage-productivity gap) es el fenómeno de que los salarios medianos reales crecen mucho menos que el PIB per cápita (renta per cápita o ingreso per cápita). Esto quiere decir que se produce cada vez más riqueza, pero se concentra en menos manos.
Erik Brynjolfsson y Andrew McAfee destacaron este problema hacia finales del siglo XX y principios del siglo XXI. Se conoce a veces como el gran desacoplamiento (great decoupling, también traducible como gran desvinculación). Esta situación conduce a un estancamiento salarial para la mayoría de la población a pesar del continuo crecimiento económico medio.

Forma de hallar la mediana de un conjunto de observaciones

Es necesario recordar el concepto matemático de mediana (en inglés median)ː dentro de un conjunto de observaciones, es la que separa la mitad inferior de la superior. Por ejemplo, si el conjunto es 2, 4, 5, 7 y 8, la mediana es el 5. La media (en inglés average), que es diferente, es (2+4+ 5+7+8) / 5 = 5,2. 
Para ver el fenómeno, supongamos que las cifras del ejemplo son salarios, y que en el período temporal siguiente pasan a 3, 4, 5, 9 y 11. El salario medio ha subido a 6,4, pero el salario mediano permanece estancado en 5. Esto refleja un aumento de la desigualdad de ingreso.
El comportamiento descrito supone un cambio sustancial respecto a lo que venía siendo habitualː desde 1945 a 1980 los salarios y la productividad mostraban una fuerte correlación (acoplamiento). Se han planteado diversas hipótesis sobre las causas de este desacopleː la automatización, la mundialización, el trabajo autónomo, la desigualdad salarial  y la deslocalización. Algunos comentaristas sostienen que todo o parte del gran desacoplamiento puede explicarse como producto de suposiciones erróneas sobre la economía subyacente.

## Antecedentes
De media, en 24 países de la Organización para la Cooperación y el Desarrollo Económicos (OCDE), en las primeras décadas del siglo XXI, se ha producido una disociación significativa entre el crecimiento del salario mediano real (descontando la inflación) y el aumento de la productividad. Se han observado grandes diferencias entre países, tanto en el desacoplamiento general como en el grado en que éste ha ido acompañado de un estancamiento del salario mediano real. 
En varios países con un crecimiento de la productividad superior a la media, como Corea, Polonia o Eslovaquia, los salarios medianos reales han crecido muy por encima del promedio de la OCDE, a pesar de una importante disociación entre salarios y productividad. Sin embargo, donde el crecimiento de la productividad ha sido cercano o inferior al promedio OCDE, como en Canadá, Japón y los Estados Unidos, la disociación ha venido acompañada por un estancamiento casi total de los salarios medianos reales.
En aproximadamente un tercio de los países de la OCDE analizados, los salarios medianos reales han crecido a tasas similares o incluso superiores a las de la productividad. En algunos países, como la República Checa o Suecia, esto se ha asociado con un crecimiento del salario mediano real superior a la media, pero en otros con un crecimiento de la productividad inferior a la media —entre ellos Italia y España— los salarios medianos reales han crecido, aunque a ritmos muy bajos.
También ha habido grandes diferencias en las contribuciones al desacoplamiento general de la participación de los salarios en la riqueza y de la desigualdad salarial, lo que sugiere que los factores específicos de cada país importan, incluidas las políticas para el mercado laboral y para el mercado de productos, así como el nivel y la distribución de las habilidades en la población. 
Por ejemplo, en los Estados Unidos aproximadamente la mitad del desacoplamiento (0,6 de 1,3 puntos porcentuales) se explica por la disminución de la participación laboral, (parte de la riqueza generada por un país en un año que va a salarios; la otra parte va a capital) mientras que en Japón prácticamente todo el desacoplamiento se puede explicar por esa disminución.
El desacople agregado entre los salarios medianos y la productividad refleja en parte las disminuciones de la participación de los salarios en la riqueza en las empresas de la frontera tecnológica (definida como el 5 % superior de empresas de mayor productividad laboral dentro de cada grupo de países en cada industria y año). 
En los países donde la participación de los salarios en la riqueza ha disminuido, el desacople entre los salarios medianos reales y la productividad ha sido particularmente pronunciado en las empresas de esta frontera tecnológica. Esto podría indicar la presencia de una dinámica de "el ganador se lleva la mayor parte", a medida que las empresas de vanguardia aprovechan los aumentos de las economías de escala relacionados con la tecnología o la globalización para reducir la proporción de los costes laborales fijos en el valor agregado (por ejemplo, relacionados con la investigación y el desarrollo, el diseño de productos o el marketing) o una posición dominante que les permite aumentar su margen de ganancia.
En cambio, no se ha producido tal desacople entre los salarios medianos reales y la productividad en las empresas fronterizas de los países donde ha aumentado la participación de los salarios en la riqueza.
La productividad que se ha tomado es la productividad por hora trabajada (también llamada productividad laboral o productividad del trabajo). Para obtener la productividad por hora trabajada de un país en un año, se toma su producto interior bruto o producto interno bruto (PIB) y se divide por el número de horas trabajadas ese año, incluidas las horas extras. El resultado es un número en una unidad monetaria partida por las horas (por ejemplo, dólares norteamericanos por hora). Esto tiene al menos 2 limitaciones estadísticasː por un lado, en algunos países se hacen muchas horas extras que no se contabilizan, y por otro lado no se computa el número de horas que realizan los trabajadores autónomos. Se considera que el PIB per cápita (renta per cápita) también es un indicador de productividad, pero debe tenerse en cuenta que puede evolucionar de forma distinta a la productividad por hora trabajada.También presenta limitaciones estadísticasː por un lado divide el PIB entre el número de residentes legales en un país. Este número puede llevar cierto retraso (por ejemplo, para calcular, a mediados de 2024, el PIB per cápita de 2023, ya está disponible el PIB de 2023, pero el último número de residentes legales del que se dispone corresponde a 2022), y además no tiene en cuenta a los residentes ilegales (muchos de los cuales pueden estar trabajando y contribuyendo al PIB). Por otra parte, se considera "productiva" a toda la población, cuando una parte sustancial de ella (niños, ancianos, etc.) no "produce".

## Causas

### Cambio tecnológico
- Las caídas de los precios de la inversión impulsadas por la tecnología reducen la participación de los salarios en la riqueza.[18] En la media de las industrias, una disminución del 9 % de los precios de inversión en relación con los precios del valor agregado (que es aproximadamente la disminución promedio de los precios relativos de la inversión observada durante el período 1995-2013 en la OCDE) reduce cerca del 1,7 % la participación de los salarios en la riqueza. Esto puede deberse a que el progreso tecnológico ha ido desplazando cada vez más la mano de obra con el tiempo (para producir lo mismo se necesitan menos trabajadores), con efectos de desplazamiento de mano de obra particularmente grandes en el decenio de 2000.[19]

- Por un lado, la nueva tecnología amplía la gama de tareas existentes que pueden realizar las máquinas, desplazando así a los trabajadores y reduciendo la participación de los salarios en la riqueza. Por otra parte, la nueva tecnología también crea nuevas tareas que no pueden ser realizadas por máquinas.[20] A medida que cambia la naturaleza del progreso tecnológico, el equilibrio entre el desplazamiento de mano de obra y la creación de tareas a partir de nuevas tecnologías puede cambiar. En particular, las tecnologías de la información y la comunicación (TIC) pueden haber inclinado la balanza hacia el desplazamiento de la mano de obra y facilitado el surgimiento de empresas “superestrella” con muy pocos trabajadores en relación con su facturación.

- El cambio tecnológico también parece contribuir al aumento de la desigualdad salarial. Con dotaciones dadas de mano de obra poco y altamente cualificada (cuyo número puede ajustarse solo lentamente con el tiempo), el cambio tecnológico puede aumentar la desigualdad salarial si complementa a los trabajadores altamente cualificados, pero sustituye a los poco cualificados. En consonancia con esta hipótesis, la relación entre el gasto en I+D y el PIB se asocia positivamente con la desigualdad salarial a nivel agregado[21] y la digitalización se asocia positivamente con una mayor dispersión salarial entre empresas.[22]

### Expansión de las cadenas mundiales de valor
Un análisis reciente de la OCDE sugiere, además, que la expansión de la cadena global de valor ha comprimido la participación laboral. De hecho, un aumento de 10 % del valor agregado de la participación en la cadena global de valor reduce un 1 % la participación de los salarios en la riqueza. Dado que el aumento promedio de la participación en las cadenas globales de valor observado en la OCDE durante el período 1995-2013 fue de alrededor del 6 % del valor agregado, esto sugiere que, de media, la expansión de las cadenas globales de valor redujo un 0,6 % la participación de los salarios en la riqueza. Con la salvedad de que es poco probable que la expansión de la cadena global de valor sea independiente del cambio tecnológico, cuantitativamente su efecto parece ser sólo alrededor de un tercio del que se produce por la disminución de los precios relativos de la inversión. 
La integración comercial también parece desempeñar un papel en el aumento de la desigualdad salarial. A nivel agregado, la relación entre el salario mediano y el salario medio está asociada negativamente con las importaciones de valor agregado, especialmente las procedentes de China. Esto podría reflejar el hecho de que una mayor integración comercial con China ha reducido más la demanda de trabajadores poco cualificados que la de altamente cualificados.
Los datos microagregados sugieren además que la dispersión salarial entre empresas aumentó en los sectores que se abrieron más al comercio. En general, la evidencia empírica de diversas fuentes de datos y metodologías sugiere consistentemente que el cambio tecnológico y la mayor integración comercial han contribuido a desacoplar los salarios medianos de la productividad, tanto al reducir la participación de los salarios en la riqueza como al aumentar la desigualdad salarial. 
Esto no implica que el cambio tecnológico y la mayor integración comercial perjudiquen a los trabajadores, ya que un amplio conjunto de evidencias sugiere que estos avances aumentan la productividad, —incluso mediante una reasignación que mejora la eficiencia— reducen los precios y amplían la gama de productos disponibles. Sin embargo, se plantea la cuestión de cómo las políticas públicas pueden contribuir a una distribución más amplia de las ganancias de productividad derivadas del cambio tecnológico y de una mayor integración comercial. Para esto se han propuesto políticas de predistribución. Una de ellas es el aumento del salario mínimo.

## El papel de las políticas públicas y de las instituciones
Las políticas públicas desempeñan un papel fundamental para garantizar que las ganancias de productividad derivadas del progreso técnico y de la expansión de la cadena de valor mundial se compartan con todos los trabajadores. Sobre la base de varios estudios recientes de la OCDE, surgen una serie de conclusiones clave. En particular, mejorar y preservar las habilidades de los trabajadores es fundamental no solo para que siga creciendo la productividad, sino también para promover una distribución más amplia de este crecimiento, tanto apoyando los salarios más bajos como aumentando la participación de los salarios en la riqueza. 
Por el contrario, otras políticas que tienden a aumentar el crecimiento de la productividad pueden disminuir la participación de los salarios en la riqueza y acrecentar la desigualdad salarial; la magnitud relativa de estos efectos probablemente dependerá de las políticas iniciales establecidas.